# 高橋里志
高橋里志（1948年5月17日—2021年1月31日），日本棒球選手，出生於福井縣敦賀市，曾經效力於日本職棒日本火腿等隊伍，於1986年退休，生涯通算61次勝投。